# 木镇镇
木镇镇，是中华人民共和国安徽省池州市青阳县下辖的一个乡镇级行政单位。镇内一部分为青阳县开发区辖区。

## 名称
木镇镇所在地自古就是皖南著名的木竹集市，故名“木镇”。

## 历史沿革
清朝时为木竹潭聚落。民国34年（1945年）更名为木镇乡。1958年9月，青阳县建立人民公社体制，遂更名为木镇公社。1983年3月，木镇公社在安徽省率先实行体制改革，恢复木镇乡建制。1987年撤乡建镇。2005年12月28日，经安徽省人民政府批准，撤销竹阳乡、木镇镇，建立新的木镇镇，2006年3月正式实行。

## 地理
木镇镇位于青阳县东部偏北，离县城13公里。东与南陵县相邻，南面是酉华乡，西边是新河镇，北边是丁桥镇。境内西北部是圩区，占国土面积的20%；南部是丘陵，占国土面积的80%。全镇耕地906.3公顷，盛产水稻、蚕桑、油菜等作物，青阳县蚕种场即位于此。镇南河、镇北河在此汇流为七星河，在芜湖流入青弋江。地下盛产石灰石。

## 基础设施建设
木镇在青阳县的繁荣程度仅次于县治蓉城镇。2002年，成为全国小城镇建设示范镇；2003年被列为安徽省重点镇。
 318国道和 合铜黄公路在镇中心汇聚。镇内码头可到达安徽省沿江各大港口。
1996年，程控电话开通；2005年，固定电话用户2515人、移动电话用户3822人、已接入互联网的计算机用户500余家。

## 行政区划
木镇镇下辖以下地区：
木镇社区、河北村、武圣村、黄山村、南河村、长胜村、常丰村、越路村、新竹村、双合村和双云村。